# Oengus

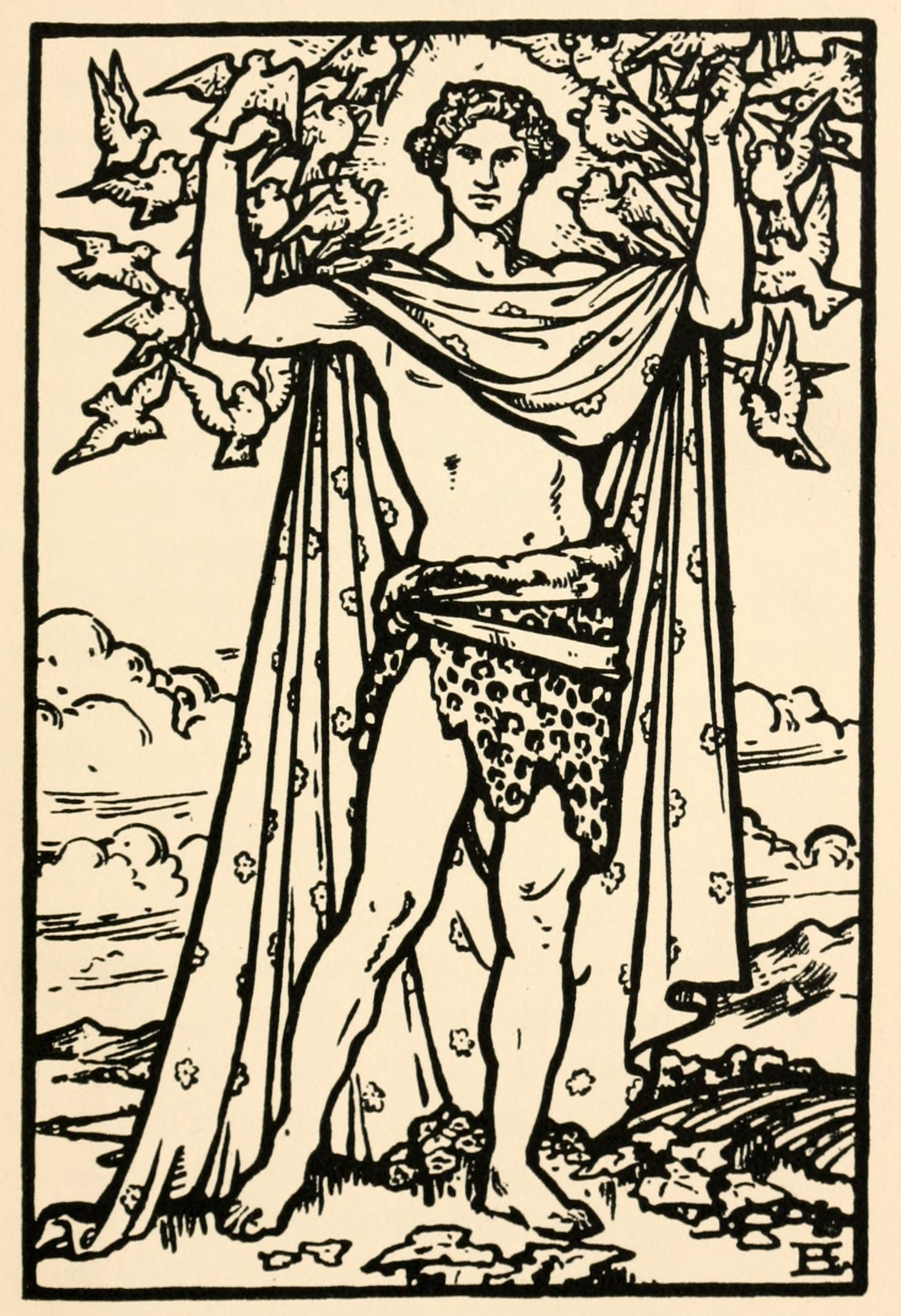
Oengus, illustration i Violet Russells Heroes of the Dawn.

Oengus mac in Og var en gudom i Irlands keltiska mytologi. Son till guden Dagda och gudinnan Boann. Han var antagligen en gud för kärlek, ungdom och poetisk inspiration.
Oengus avlades och föddes på en enda dag. Hans himmelska hem har av arkeologer identifierats med gravhögen vid Newgrange vid Boynefloden. I en berättelse om honom kallad Oengus dröm förälskar han sig i en flicka och finner henne efter ett långt sökande. 
Oengus förekommer framför allt som en bifigur i berättelsen om Finn. Där har han rollen som trickster.